# 2002-es OFC-nemzetek kupája
A 2002-es OFC-nemzetek kupája volt a hatodik kontinentális labdarúgótorna az OFC-nemzetek kupája történetében. A zárókört 8 válogatottal rendezték Új-Zélandon 2002. július 5. és július 15. között. A kupát Új-Zéland válogatottja nyerte meg, miután a döntőben 1-0-ra legyőzte Ausztráliát.

## Kvalifikáció
A kvalifikáció megkezdése előtt a  Cook-szigetek visszalépett.
| Csapat          | J | Gy | D | V | Rg | Kg | Gk  | P  |
| --------------- | - | -- | - | - | -- | -- | --- | -- |
| Pápua Új-Guinea | 4 | 4  | 0 | 0 | 20 | 2  | +18 | 12 |
| Új-Kaledónia    | 4 | 3  | 0 | 1 | 25 | 4  | +21 | 9  |
| Szamoa          | 4 | 2  | 0 | 2 | 8  | 9  | -1  | 6  |
| Tonga           | 4 | 1  | 0 | 3 | 7  | 18 | -11 | 3  |
| Amerikai Szamoa | 4 | 0  | 0 | 4 | 2  | 29 | -27 | 0  |
| Cook-szigetek   | 0 | 0  | 0 | 0 | 0  | 0  | 0   | 0  |

| 2002. március 9. |

| Új-Kaledónia                                                                   | 10–0  | Amerikai Szamoa |
| ------------------------------------------------------------------------------ | ----- | --------------- |
| Case 10' Pibke 11' 40' 54' 58' 70' Jose 25' Kauma 36' Wanakaija 55' Voudjo 74' | (5–0) |                 |

| Toleofoa J.B. Soccer Complex, Apia, Szamoa |

| 2002. március 9. |

| Szamoa              | 2–0   | Tonga |
| ------------------- | ----- | ----- |
| Timo 52' Lemana 83' | (0–0) |       |

| Toleofoa J.B. Soccer Complex, Apia, Szamoa |

| 2002. március 12. |

| Tonga                                                         | 7–2   | Amerikai Szamoa       |
| ------------------------------------------------------------- | ----- | --------------------- |
| Suli 3' 72' 80' Maamaloa 5' Taufahema 19' Uele 29' Fifita 39' | (5–1) | Atualevao 15' Afu 70' |

| Toleofoa J.B. Soccer Complex, Apia, Szamoa |

| 2002. március 12. |

| Pápua Új-Guinea                         | 4–1   | Új-Kaledónia |
| --------------------------------------- | ----- | ------------ |
| Kombi 31' Tomda 57' Aisa 70' Davani 85' | (1–1) | Voudjo 40'   |

| Toleofoa J.B. Soccer Complex, Apia, Szamoa |

| 2002. március 14. |

| Pápua Új-Guinea                                            | 5–0   | Tonga |
| ---------------------------------------------------------- | ----- | ----- |
| Lohai 19' Moiyap 61' Davani 70' Aisa 84' Andrew Kassam 89' | (1–0) |       |

| Toleofoa J.B. Soccer Complex, Apia, Szamoa |

| 2002. március 14. |

| Szamoa                                           | 5–0   | Amerikai Szamoa |
| ------------------------------------------------ | ----- | --------------- |
| Timo 3' Faaiuaso 24' 68' Lemana 31' Fasavalu 48' | (3–0) |                 |

| Toleofoa J.B. Soccer Complex, Apia, Szamoa |

| 2002. március 16. |

| Új-Kaledónia                                                           | 9–0   | Tonga |
| ---------------------------------------------------------------------- | ----- | ----- |
| Faye 17' 85' Pibke 18' 26' 85' Voudjo 18' Kabeu 45' Kauma 74' Jose 90' | (5–0) |       |

| Toleofoa J.B. Soccer Complex, Apia, Szamoa |

| 2002. március 16. |

| Szamoa     | 1–4   | Pápua Új-Guinea                          |
| ---------- | ----- | ---------------------------------------- |
| Lemana 56' | (0–2) | Kombi 20' Wasi 30' Elizah 60' Moiyap 76' |

| Toleofoa J.B. Soccer Complex, Apia, Szamoa |

| 2002. március 18. |

| Pápua Új-Guinea                                            | 7–0   | Amerikai Szamoa |
| ---------------------------------------------------------- | ----- | --------------- |
| Davani 12' 20' 43' Posman 32' Aisa 46' Lohai 61' Wasi 90+' | (4–0) |                 |

| Toleofoa J.B. Soccer Complex, Apia, Szamoa |

| 2002. március 18. |

| Szamoa | 0–5   | Új-Kaledónia                                    |
| ------ | ----- | ----------------------------------------------- |
|        | (0–2) | Kauma 10' David Hay 41' 69' Pibke 59' Mapou 89' |

| Toleofoa J.B. Soccer Complex, Apia, Szamoa |

Pápua új-Guinea és Új-Kaledónia jutott ki a 2002-es OFC-nemzetek kupájára.

## Zárókör

### A csoport
| Csapat          | J | Gy | D | V | Rg | Kg | Gk  | P |
| --------------- | - | -- | - | - | -- | -- | --- | - |
| Ausztrália      | 3 | 3  | 0 | 0 | 21 | 0  | +21 | 9 |
| Vanuatu         | 3 | 2  | 0 | 1 | 2  | 2  | 0   | 6 |
| Fidzsi-szigetek | 3 | 1  | 0 | 2 | 2  | 10 | –8  | 3 |
| Új-Kaledónia    | 3 | 0  | 0 | 3 | 1  | 14 | –13 | 0 |

| 2002. július 6. |

| Fidzsi-szigetek      | 2–1   | Új-Kaledónia |
| -------------------- | ----- | ------------ |
| Toma 23' Bukaudi 49' | (1–0) | Sinedo 79'   |

| Ericsson Stadium, Auckland, Új-Zéland Nézőszám: 1000 Játékvezető: Rugg (Új-zélandi) |

| 2002. július 6. |

| Ausztrália               | 2–0   | Vanuatu |
| ------------------------ | ----- | ------- |
| Mori 69' Despotovski 85' | (0–0) |         |

| Ericsson Stadium, Auckland, Új-Zéland Nézőszám: 1000 Játékvezető: Ariiotima (tahiti) |

| 2002. július 8. |

| Vanuatu    | 1–0   | Fidzsi-szigetek |
| ---------- | ----- | --------------- |
| Marango 6' | (1–0) |                 |

| Ericsson Stadium, Auckland, Új-Zéland Nézőszám: 800 Játékvezető: Sosongan (Pápua új-guineai) |

| 2002. július 8. |

| Ausztrália | 11–0  | Új-Kaledónia |
| --- | ----- | ------------ |
| Despotovski 2' 56' (11-esből) 76' 77' Horvat 15' Chipperfield 22' 35' Mori 34' Costanzo 83' Porter 86' Trimboli 90+' | (5–0) |              |

| Ericsson Stadium, Auckland, Új-Zéland Nézőszám: 200 Játékvezető: Rugg (Új-zélandi) |

| 2002. július 10. |

| Vanuatu  | 1–0   | Új-Kaledónia |
| -------- | ----- | ------------ |
| Iwai 76' | (0–0) |              |

| Ericsson Stadium, Auckland, Új-Zéland Nézőszám: 500 Játékvezető: Ariiotima (tahiti) |

| 2002. július 10. |

| Ausztrália                                                            | 8–0   | Fidzsi-szigetek |
| --------------------------------------------------------------------- | ----- | --------------- |
| Milicic 4' Porter 7' 12' 45' 52' Juric 36' Trimboli 46' De Amicis 89' | (5–0) |                 |

| Ericsson Stadium, Auckland, Új-Zéland Nézőszám: 1000 Játékvezető: Rugg (Új-zélandi) |

Ausztrália és Vanuatu jutott be az egyenes kieséses szakaszba.

### B csoport
| Csapat           | J | Gy | D | V | Rg | Kg | Gk  | P |
| ---------------- | - | -- | - | - | -- | -- | --- | - |
| Új-Zéland        | 3 | 3  | 0 | 0 | 19 | 2  | +17 | 9 |
| Tahiti           | 3 | 2  | 0 | 1 | 6  | 7  | -1  | 6 |
| Salamon-szigetek | 3 | 0  | 1 | 2 | 3  | 9  | –6  | 1 |
| Pápua Új-Guinea  | 3 | 0  | 1 | 2 | 2  | 12 | –10 | 1 |

| 2002. július 5. |

| Pápua Új-Guinea | 0–0 | Salamon-szigetek |
| --------------- | --- | ---------------- |
|                 |     |                  |

| North Harbour Stadion, Albany, Új-Zéland Nézőszám: 1000 Játékvezető: Breeze (ausztrál) |

| 2002. július 5. |

| Új-Zéland                                             | 4–0   | Tahiti |
| ----------------------------------------------------- | ----- | ------ |
| Nelsen 30' Vicelich 49' Urlovic 80' Jeff Campbell 88' | (1–0) |        |

| North Harbour Stadion, Albany, Új-Zéland Nézőszám: 1000 Játékvezető: Attison (Vanatu) |

| 2002. július 7. |

| Tahiti                                     | 3–2   | Salamon-szigetek     |
| ------------------------------------------ | ----- | -------------------- |
| Booene 42' Tagawa 57' Fatupua-Lecaill 90+' | (1–2) | Daudau 8' Menapi 25' |

| North Harbour Stadion, Albany, Új-Zéland Nézőszám: 1000 Játékvezető: Breeze (ausztrál) |

| 2002. július 7. |

| Új-Zéland                                                                     | 9–1   | Pápua Új-Guinea     |
| ----------------------------------------------------------------------------- | ----- | ------------------- |
| Killen 9' 10' 28' 51' Campbell 27' 85' Nelsen 54' Burton 87' De Gregorio 90+' | (4–1) | Aisa 35' (11-esből) |

| North Harbour Stadion, Albany, Új-Zéland Nézőszám: 1000 Játékvezető: Rakaroi (fidzsi) |

| 2002. július 9. |

| Tahiti                    | 3–1   | Pápua Új-Guinea |
| ------------------------- | ----- | --------------- |
| Garcia 29' Tagawa 49' 64' | (1–1) | Davani 43'      |

| North Harbour Stadion, Albany, Új-Zéland Nézőszám: 800 Játékvezető: Rakaroi (fidzsi) |

| 2002. július 9. |

| Új-Zéland                                                | 6–1   | Salamon-szigetek |
| -------------------------------------------------------- | ----- | ---------------- |
| Vicelich 28' 45' Urlovic 42' Campbell 50' 75' Burton 88' | (3–0) | Fa'arodo 73'     |

| North Harbour Stadion, Albany, Új-Zéland Nézőszám: 1000 Játékvezető: Attison (vanatu) |

Új-Zéland és Tahiti jutott be az egyenes kieséses szakaszba.

## Egyenes kieséses szakasz
|  |                       |            |           |                       |   |            |            |       |
|  | Elődöntők             | Elődöntők  | Elődöntők |                       |   | Döntő      | Döntő      | Döntő |
|  | Elődöntők             | Elődöntők  | Elődöntők |                       |   | Döntő      | Döntő      | Döntő |
|  | július 12. - Brisbane |            |           |                       |   |            |            |       |
|  |                       |            |           |                       |   |            |            |       |
|  | Ausztrália            | Ausztrália | 2         |                       |   |            |            |       |
|  | Ausztrália            | Ausztrália | 2         | július 14. - Brisbane |   |            |            |       |
|  | Tahiti                | Tahiti     | 1         |                       |   |            |            |       |
|  | Tahiti                | Tahiti     | 1         |                       |   | Ausztrália | Ausztrália | 0     |
|  | július 12. - Brisbane |            |           |                       |   | Ausztrália | Ausztrália | 0     |
|  |                       |            | Új-Zéland | Új-Zéland             | 1 |            |            |       |
|  | Új-Zéland             | Új-Zéland  | Új-Zéland | Új-Zéland             | 1 | 3          |            |       |
|  | Új-Zéland             | Új-Zéland  |           |                       |   |            |            |       |
|  | Vanuatu               | Vanuatu    | 0         |                       |   |            |            |       |
|  | Vanuatu               | Vanuatu    | 0         | Bronzmérkőzés         |   |            |            |       |
|  |                       |            |           |                       |   |            |            |       |
|  | július 14. - Brisbane |            |           |                       |   |            |            |       |
|  |                       |            |           |                       |   |            |            |       |
|  | Tahiti                | Tahiti     | 1         |                       |   |            |            |       |
|  | Tahiti                | Tahiti     | 1         |                       |   |            |            |       |
|  | Vanuatu               | Vanuatu    | 0         |                       |   |            |            |       |
|  | Vanuatu               | Vanuatu    | 0         |                       |   |            |            |       |

### Elődöntők
| 2002. július 12. |

| Ausztrália          | 2–1 (h. u.) | Tahiti       |
| ------------------- | ----------- | ------------ |
| Porter 88' Mori 96' | (0–1)       | Zaveroni 38' |

| Ericsson Stadion, Auckland, Új-Zéland Nézőszám: 400 Játékvezető: Rugg (új-zéland) |

| 2002. július 12. |

| Új-Zéland                 | 3–0   | Vanuatu |
| ------------------------- | ----- | ------- |
| Burton 13' 65' Killen 23' | (2–0) |         |

| Stade Pater, Papeete, Tahiti Nézőszám: 1000 Játékvezető: Breeze (ausztrália) |

## Harmadik helyért
| 2002. július 14. |

| Tahiti    | 1–0   | Vanuatu |
| --------- | ----- | ------- |
| Auraa 65' | (0–0) |         |

| Ericsson Stadion, Auckland, Új-Zéland Nézőszám: 1000 Játékvezető: Rakaroi (Fidzsi) |

## Döntő
| 2002. július 14. |

| Új-Zéland  | 1–0   | Ausztrália |
| ---------- | ----- | ---------- |
| Nelsen 78' | (0–0) |            |

| Suncorp Stadion, Brisbane Nézőszám: 4000 Játékvezető: Ariiotima (Tahiti) |

## Győztes
| A 2002-es OFC-nemzetek-kupája győztese |
| -------------------------------------- |
| ÚJ-ZÉLAND 3. cím                       |